# 삼촌로망스
《삼村로망스》는 2014년 2월 15일부터 5월 17일까지 tvN에서 방영된 리얼리티 예능 프로그램이다.

## 출연진
- 양준혁
- 양상국
- 강레오
- 강성진
- 민도희(내레이션)